# Karl Seydelmann

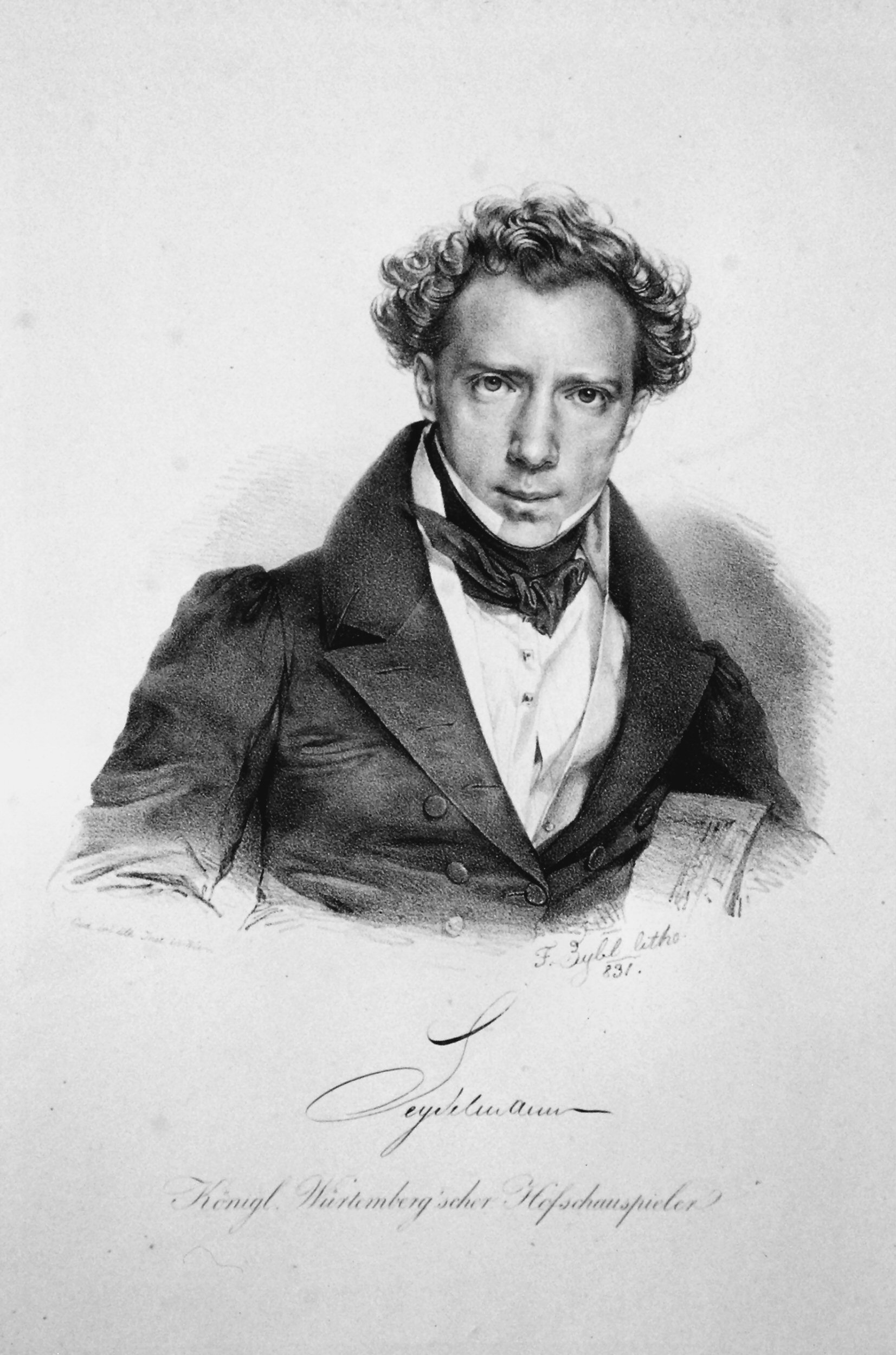
Karl Seydelmann, Lithographie von Franz Eybl, 1831

Karl Seydelmann

Karl Seydelmann, auch Carl Seydelmann, (* 24. April 1793 in Glatz, Grafschaft Glatz; † 17. März 1843 in Berlin) war ein deutscher Theaterschauspieler.

## Leben
Karl Seydelmann wurde als Sohn eines wohlhabenden Kolonialwarenhändlers und Caféhausbesitzers geboren. Er besuchte das Königliche Katholische Gymnasium in seiner Vaterstadt und trat 1810 in die Armee ein, um eine militärische Laufbahn zu beginnen, brach diese jedoch schon 1815 ab. Zusammen mit Karl von Holtei, dessen Freund er wurde, begann er 1816 seine Bühnenlaufbahn am Schlosstheater Grafenort, das der kunstsinnige Graf Joseph von Herberstein unterhielt.
Nach einer Anstellung am Breslauer Stadttheater folgten lange Lehr- und Wanderjahre: 1819 wirkte er am Theater in Graz, 1820 am Theater in Olmütz und 1821 am Landestheater in Prag. Von 1822 bis 1828 spielte er am kurfürstlichen Theater in Kassel und wurde 1829 Mitglied des Stuttgarter Hoftheaters, wo er gleichzeitig Leiter der dramaturgischen Lehranstalt war. Von hier aus folgten Gastspielreisen nach Breslau, Weimar, Berlin, Darmstadt und Düsseldorf. Ab 1835 gastierte er regelmäßig in Berlin, wurde 1838 für das preußische Hoftheater engagiert und zum Hofschauspieler ernannt. Auch von Berlin aus unternahm er zahlreiche Gastspielreisen durch Deutschland und in die Schweiz.
Seydelmann verhalf der realistischen Schauspielkunst in Deutschland zum Durchbruch. Er war bestrebt, seine hohe schauspielerische Begabung zu verbessern.
Am 9. Januar 1843 trat er – schon schwer krank – zum letzten Mal als Wellenberger in Ifflands Advokaten auf. Sein Jugendfreund Karl von Holtei besuchte ihn kurz vor seinem Tode. Karl Seydelmann starb am 17. März 1843 im Alter von nicht ganz 50 Jahren in Berlin und wurde auf dem dortigen St.-Hedwig-Friedhof an der Liesenstraße beigesetzt. Das Grabmal ist nicht erhalten.
Sein Enkel war der Schauspieler Armin Seydelmann.

## Rollen (Auswahl)
- Mephistopheles (Faust. Eine Tragödie, Johann Wolfgang von Goethe)
- Nathan (Nathan der Weise, Gotthold Ephraim Lessing)
- Franz Moor (Die Räuber, Friedrich Schiller)
- Don Carlos (Don Carlos, Friedrich Schiller)
- Antonio (Der Kaufmann von Venedig, William Shakespeare)
- Oliver Cromwell (Die Royalisten, Ernst Benjamin Salomo Raupach)
- Prinz Friedrich Arthur von Homburg (Prinz Friedrich von Homburg oder die Schlacht bei Fehrbellin, Heinrich von Kleist)
- Hermann Gessler (Wilhelm Tell, Friedrich Schiller)